# Wasyl Szuptar
Wasyl Iwanowycz Szuptar (ukr. Василий Иванович Шуптар; ur. 27 stycznia 1991) – ukraiński zapaśnik startujący w stylu wolnym. Brązowy medalista mistrzostw świata w 2015, mistrzostw Europy w 2014 i 2019, igrzysk europejskich w 2015 i uniwersjady w 2013. Wicemistrz igrzysk wojskowych w 2019.
Akademicki mistrz świata w 2012. Wojskowy wicemistrz świata w 2016 roku.